# 卡巴卢马塞
卡巴卢马塞（法語：Cabas-Loumassès）是法国热尔省的一个市镇，属于米朗德区（Mirande）马瑟布县（Masseube）。该市镇总面积4.11平方公里，2009年时的人口为50人。

## 人口
卡巴卢马塞人口变化图示